# Estádio Azadi
O Estádio Azadi (em persa: استاديوم آزادی), anteriormente denominado Estádio Aryamehr (em persa: ورزشگاه آریامهر), é um estádio multiuso localizado em Teerã, capital do Irã. Construído com a finalidade de ser sede dos Jogos Asiáticos de 1974, foi oficialmente inaugurado em 17 de outubro de 1971, sendo até hoje o maior estádio em capacidade do país. Originalmente com capacidade para 100 000 espectadores, já foi considerado o 5.º maior estádio do mundo. Entretanto, sucessivas reformas onde arquibancadas de concreto foram dando lugar às cadeiras numeradas, acabaram por reduzir a capacidade do estádio que, atualmente, é de 78 116 pessoas.
O estádio é a principal casa onde a Seleção Iraniana de Futebol manda suas partidas amistosas e oficiais por competições continentais entre seleções de futebol da Ásia. Além disso, os tradicionais clubes Persepolis e Esteghlal também mandam ali jogos oficiais válidos por competições nacionais e continentais.